# Лила Даунс
Ана Лила Даунс Санчез (шп. Ana Lila Downs Sánchez; рођена 9. септембара 1968. у Тлахијаку, Оахака, Мексико) је мексичко-америчка певачица и глумица.

## Биографија
Под очевим утицајем је још као дете показивала интерес за музику. Први јавни наступ имала је са девет година. Течно говори шпански и енглески.

## Дискографија
- (1999)
- (2000)
- (2001)
- (2004)
- (2006)
- (2007)
- (2008)
- (2010)
- (2011)